# Dryobalanops beccarii
Dryobalanops beccarii är en tvåhjärtbladig växtart som beskrevs av William Turner Thiselton Dyer. Dryobalanops beccarii ingår i släktet Dryobalanops och familjen Dipterocarpaceae. Inga underarter finns listade i Catalogue of Life.